# Kreditorenbuchhaltung
Die Kreditorenbuchhaltung ist ein Nebenzweig der Finanzbuchhaltung, der speziell für die Buchführung der Kontokorrentbeziehungen zwischen dem eigenen Unternehmen und den Kreditoren (externe Lieferanten, Zulieferer bzw. externe Anbieter einer Dienstleistung) zuständig ist.
Die Hauptaufgabe der Kreditorenbuchhaltung ist die Bearbeitung der kreditorischen Eingangsrechnungen. Im Einzelnen zählen dazu die Tätigkeiten wie Pflege der Kreditoren-Stammsätze, Rechnungsprüfung und Kontierung, Erfassung (Buchung) der eingehenden Rechnungen und Gutschriften, Offene-Posten-Verwaltung, Veranlassung der Zahlung (unter anderem auch Anzahlung und Vorauszahlung), Archivierung sowie auch das allgemeine Berichtswesen im Kreditorenbereich. Darüber hinaus gehören auch sonstige Themen zum typischen Aufgabenspektrum der Kreditorenbuchhaltung wie z. B. die Bearbeitung der Eingangspost, die Erstellung und Ausführung der Daueraufträge (Daueranweisungen), das Gutschriftverfahren, die Reisekostenabrechnung, die Betreuung des kreditorischen Mahnwesens, die Führung des kreditorischen Bankjournals, die Pflege des sog. WE/RE-Verrechnungskontos, die Durchführung der Saldenbestätigungen, das Führen der Korrespondenz mit den Kreditoren sowie die Einhaltung aller gesetzlichen und unternehmensinternen Vorschriften und Richtlinien.
Naturgemäß hat die Kreditorenbuchhaltung einen engen Bezug zum Beschaffungswesen, insbesondere dem Einkauf. Die Integration der Kreditorenbuchhaltung ins Hauptbuch erfolgt über ein Abstimmkonto. Die Salden einzelner Kreditorenkonten werden auf dem Abstimmkonto summiert. Das Abstimmkonto wird in die Passivseite der Bilanz übernommen und zeigt dort die offenen kreditorischen Verbindlichkeiten.

## Kreditorenstammsatzpflege
Im Rahmen der kreditorischen Stammsatzpflege werden alle Kreditoren, zu denen voraussichtlich eine dauerhafte beziehungsweise regelmäßige Geschäftsbeziehung zu erwarten ist, meistens in einem ERP-System als Referenzdatensätze (Kreditorenstammsätze) mit eigener Identifikationsnummer (Kreditorennummer) erfasst. Darin werden alle mehr oder weniger langfristig unverändert bleibende Daten wie Name, Gesellschaftsform, Anschrift, sonstige Kontaktdaten und Zahlwege beziehungsweise Bankverbindungen hinterlegt. Sie dienen somit als eine interne Datenbezugsquelle bei einer Erfassung der Eingangsrechnungen des betroffenen Kreditors. Die Lieferanten, bzw. Dienstleistenden, zu denen keine dauerhafte bzw. regelmäßige Geschäftsbeziehung zu erwarten ist, werden in der Regel über ein CpD-Konto abgewickelt.

## Kreditorische Rechnungsprüfung und Kontierung
Bei der Rechnungsprüfung im Kreditorenbereich kommt es größtenteils auf die rechnerische Prüfung der Rechnungsangaben an, d. h. z. B. die in der Rechnung berechnete Menge einer Ware und der dafür fakturierte Preis wird mit den Angaben in der Bestellung verglichen, dabei eventuell vorkommende Differenzen werden geklärt und die gegebenenfalls erforderliche Buchungs-/Zahlungsfreigabe (Genehmigung) eingeholt. Die Freigabe (Empfangsbestätigung) vom Empfänger einer Ware oder einer Dienstleistung wird im Rahmen einer sachlichen Prüfung durchgeführt und gilt somit in der Regel als Voraussetzung zur Buchung und Zahlung einer Kreditorenrechnung. Bei Warenlieferungen wird der von der Menge und der Beschaffenheit her einwandfreie Erhalt der Ware vom Warenempfänger durch eine Wareneingangsbuchung im Lager anhand eines Lieferscheines quittiert. Die ordnungsmäßige Erbringung einer Dienstleistung wird vom Empfänger der Dienstleistung ebenfalls schriftlich quittiert. Abhängig von der Komplexität der Freigabe- und Genehmigungstrategie in einem Unternehmen werden vermehrt spezielle Workflowsysteme eingesetzt, die durch maschinell gesteuertes Routing einzelner Aufgaben in Verbindung mit einer automatischen Mailbenachrichtigung der am Freigabeprozess beteiligten Personen die gesamte Rechnungsprüfung optimieren.

## Erfassung der kreditorischen Eingangsrechnungen
In den meisten Unternehmen werden die Eingangsrechnungen in Bezug auf eine dem Beschaffungsvorgang vorausgehende Bestellung in einem ERP-System unter Verwendung der Kreditorennummer (Kreditorenstammsatz, Kreditorenkonto) erfasst. Dabei werden die Forderungen des Lieferanten (Rechnungsbetrag) auf dem Kreditorenkonto als Verbindlichkeit (im Haben) eingestellt. Als Gegenposten im Soll wird entweder ein Bestandskonto oder ein Aufwandskonto bebucht. Die evtl. auf der Rechnung ausgewiesene Mehrwertsteuer wird auf einem Vorsteuerkonto erfasst.
Beispiel-Buchungssatz:
| per Aufwandskonto (100 €) | an Kreditor (119 €)   |
| per Vorsteuerkonto (19 €) |                       |
| Summe im Soll: 119 €      | Summe im Haben: 119 € |

## Offene-Posten-Verwaltung
Im Rahmen der Offene-Posten-Verwaltung werden Tätigkeiten wie das Sperren und Entsperren zur Zahlung, Anpassung der Fälligkeit einzelner Kreditorenposten, Altpostenkontrolle oder Prüfung auf Doppelterfassung durchgeführt. Über die zeitliche Fälligkeitstruktur der Rechnungen ergibt sich eine Möglichkeit zur kurzfristigen Liquiditätsplanung.

## Veranlassung der Zahlung
Nach Erreichen der Fälligkeit werden offene Kreditorenverbindlichkeiten durch eine Zahlung ausgeglichen. Die Art der Zahlungsausführung hängt von den Möglichkeiten des eingesetzten ERP-Systems ab. Die Zahlungen können manuell durch Ausfüllen eines Überweisungsträgers oder maschinell über spezielle Online-Banking-Programme oder auch über einen automatisch gesteuerten Zahlungslauf ausgeführt werden. Bei diesen Zahlungsläufen werden alle fälligen, nicht zur Zahlung gesperrten Kreditorenposten nach vorher definierten Kriterien automatisch selektiert und anhand der in den Kreditorenstammsätzen hinterlegten Bankverbindungen mittels einer speziellen DTA-Datei (DatenTrägerAustausch-Datei) an die Hausbank zur Auszahlung übergeleitet.

## Archivierung der Eingangsrechnungen
Zwecks Erfüllung der gesetzlich vorgeschriebenen Aufbewahrungsfrist müssen kreditorische Rechnungen in Deutschland 10 Jahre lang aufbewahrt werden. Zu diesem Zweck werden alle Rechnungen nach der Verbuchung meistens chronologisch und alphabetisch sortiert, in Ordnern, Kisten oder ähnlichen Ablagesystemen abgelegt und in dafür vorgesehenen Räumen gelagert. Nach Ablauf der Aufbewahrungsfrist können diese physisch vernichtet werden. Es ist zulässig, die kreditorischen Rechnungen anstatt in Papierform in einem speziellen elektronischen Archiv aufzubewahren. Dabei werden alle bereits gebuchten Rechnungen gescannt und auf einem Datenträger gespeichert. Nachdem sichergestellt wurde, dass alle Belege lückenlos gescannt worden sind, können die dazugehörigen Papierbelege vernichtet werden.

## Allgemeines Berichtswesen im Kreditorenbereich
Zu den klassischen Berichten der Kreditorenbuchhaltung zählen Auswertungen wie die Kreditoren-Offene-Posten-Liste oder die Kreditorensaldenliste zu einem Stichtag sowie auch die Auswertung der Stammdaten oder die Analyse der Fälligkeitsstruktur.